# Außenministerium (Namibia)
Das Ministerium für Internationale Zusammenarbeit und Handel (MIRT; englisch Ministry of International Relations and Trade), bis 2025 Ministeroum für Internationale Zusammenarbeit und Kooperation (englisch Ministry of International Relations & Cooperation), davor bis März 2015 Außenministerium (englisch Ministry of Foreign Affairs), ist das Außenministerium von Namibia. Es schließt seit dem Kabinett Nandi-Ndaitwah (ab 22. März 2025) auch das Portfolio Handel des ehemaligen Ministerium für Handel und Industrie mit ein.
Das Ministerium wurde vom 4. Dezember 2012 von Ministerin Netumbo Nandi-Ndaitwah geleitet, die am 5. Februar 2024 zur Vizestaatspräsidentin wurde. Ihr Nachfolger fünf Tage später wurde Peya Mushelenga. Seit dem 22. März 2025 ist Selma Ashipala-Musavyi Ministerien.